# Trânsito de Mercúrio em Júpiter
A passagem de Mercúrio em frente ao Sol visto da Júpiter ocorre quando o planeta Mercúrio passa diretamente entre o Sol e Júpiter, obscurecendo uma pequena parte do Sol para um observador em Júpiter. Durante um trânsito, Mercúrio pode ser visto a partir de Júpiter como um pequeno disco preto se movendo em toda a face do Sol
Um trânsito pode ser observado a partir da superfície de uma das luas de Júpiter ou em sua órbita em vez de a partir do próprio Júpiter.  Isto devido a Júpiter não possuir uma superfície sólida.
O período sinódico Mercúrio-Júpiter é 89,792 dias. Ele pode ser calculado usando a fórmula 1 / (1/P - 1/Q), onde P é o período orbital sideral de Mercúrio (87,968435 dias) e Q é o período orbital de Júpiter (4330,595 dias).
A inclinação da órbita de Mercúrio em relação à eclíptica de Júpiter é de 6,29 °, o que é menos do que seu valor de 7.00 ° em relação à eclíptica da Terra.
Os trânsitos de Mercúrio a partir de Júpiter ocorrem em séries, com um trânsito geralmente sendo seguido por outro depois de cerca de 17.330 dias (cerca de 47,44 anos). Isto é aproximadamente igual a 4 órbitas de Júpiter, 197 órbitas de Mercúrio, ou 193 períodos sinódicos.
Como Mercúrio viaja em torno do Sol muito mais rapidamente do que Júpiter, sempre há tempo para passar através do nó de trânsito antes de Júpiter se afasta do nó e muitas vezes tem tempo suficiente para fazer isso mais do que uma vez. Assim, os trânsitos de Mercúrio ocorrem em grupos de um ou mais cerca com intervalos de seis anos a cada passagem de Júpiter através dos nós de trânsito.
| Trânsitos de Mercúrio em Júpiter | Trânsitos de Mercúrio em Júpiter | Trânsitos de Mercúrio em Júpiter |
| -------------------------------- | -------------------------------- | -------------------------------- |
| 09 de fevereiro de 2000          | 22 de julho de 2047              | 01 de janeiro de 2095            |
| 25 de dezembro de 2005           | 06 de junho de 2053              | 17 de novembro de 2100           |
| 26 de março, 2006                | 05 de setembro de 2053           | 15 de fevereiro de 2101          |
| 28 de novembro de 2011           | 10 de maio de 2059               | 21 de outubro de 2106            |
| 26 de fevereiro de 2012          | 08 de agosto de 2059             | 18 de janeiro de 2107            |
| 12 de janeiro de 2018            | 23 de junho de 2065              | 4 de dezembro de 2112            |
| 17 de setembro de 2023           | 26 de fevereiro de 2071          | 09 de agosto de 2118             |
| 15 de dezembro de 2023           | 27 de maio de 2071               | 07 de novembro de 2118           |
| 31 de outubro de 2029            | 11 de abril de 2077              | 22 de setembro de 2124           |
| 06 de julho de 2035              | 16 dezembro de 2082              | 28 de maio de 2130               |
| 03 de outubro de 2035            | 15 de março de 2083              | 26 de agosto de 2130             |
| 18 de agosto de 2041             | 28 de janeiro de 2089            | 11 de julho de 2136              |
| 17 de novembro de 2041           | 29 de abril de 2089              | 9 de outubro de 2136             |